# Sündenbabel (Film)
Sündenbabel ist ein deutscher Stummfilm aus dem Jahre 1925 von Constantin J. David, der hiermit sein Regiedebüt gab. Die Hauptrolle spielt Reinhold Schünzel als „ein Damenfriseur, der unerhörten Eindruck auf seine Bubikopf-Kundinnen macht.“ Ihm zur Seite ist Maly Delschaft in der weiblichen Hauptrolle zu sehen.

## Handlung
Eine junge Frau aus der Provinz hat die Nase voll von Langeweile und Eintönigkeit, die ihr bisheriges Leben bestimmen. Und so macht sich Loni Roeder, die lebenslustige Gattin eines vornehmen Gutsherrn, eines Tages auf in die flirrende, turbulente und bebende Großstadt, nach Berlin … in das titelgebende Sündenbabel. Sogleich gerät sie in die Fänge des Meisters aller Friseure, Herrn Emil Stiebel, dessen famoser Schnitt schon so mancher langweiligen Hausfrau einen modernen, frechen Bubikopf beschert hat. Auf diese Weise ist der Herr über Schere und Kamm zum Liebling haarfrustrierter Großstadtdamen geworden, ohne dabei mit seinem unbestreitbaren Können für sich ein weibliches Herz erobern zu können. Kaum eine seiner Avancen gegenüber der Damenwelt – von jung bis alt, von hübsch bis hässlich – ging über einen harmlosen Flirt oder ein harmloses Techtelmechtel hinaus. 
Denn so sehr die Kundinnen auch seine Dienste gern in Anspruch nehmen, er selbst wird als Mann kaum wahrgenommen, eher als „nützliche Sache“. Nun aber kreuzt Loni seinen Weg. Emil „zaubert“ ihr einen Bubikopf vom feinsten zurecht, folgt ihr anschließend, mit einem geborgten Frack, in das „wilde“, aufregende Berliner Nachtleben. Doch auch in der Bar, wo er, Loni folgend, gelandet ist, kann er bei der Damenwelt nicht landen und wird geflissentlich ignoriert. Und so kehrt Emil, von seinen Versuchen, auf Freiersfüßen zu wandeln, sichtlich enttäuscht und um eine Illusion ärmer, zu seiner kleinen Freundin, der jungen Erna Tietze, Tochter seiner Zimmerwirtin, zurück. Ihre blonden Zöpfe sind ihm sowieso lieber als all die von ihm hergerichteten Bubiköpfe …

## Produktionsnotizen
Sündenbabel entstand zum Jahresbeginn 1925, passierte am 1. bzw. 24. April desselben Jahres die Filmzensur und wurde am 30. April 1925 in Berlins Marmorhaus uraufgeführt. Der Siebenakter besaß eine Länge von 2635 Metern.
Alfred Junge entwarf die Filmbauten.
Renate und Hans Brausewetter waren Geschwister.
- Aufführung:

Das Prinzeß-Theater in Dresden, Prager Straße 52, inserierte in den Dresdner Neusten Nachrichten Nr. 124 vom Freitag, den 29.Mai 1925, eine Aufführung “ab Freitag den 29.Mai: Reinhold Schünzel als Damenfriseur in ‘Sündenbabel, eine Komödie der Versuchungen’”. Die Anzeige ziert eine Zeichnung Schünzels im Friseurkittel.

## Kritiken
„Der Tag“ schrieb: „In dem Film mit seiner Ausgelassenheit, seinen Verwirrungen, seinen harlinesken Erlebnissen ist das Lachen Trumpf. Reinhold Schünzel als immer verliebter Friseur mit Kavalliersallüren, eine Kabinettstudie der elegante Arnold Korff, ein vornehmer, liebenswerter Onkel, die entzückende Mali [sic!] Delschaft … alle sind sie gut, der Film ein Schlager für alle Feinschmecker“.
Die Film-Bühne im Rahmen der Wiener Publikation „Die Bühne“ befand: „Reinhold Schünzels hervorragendste Rollen sind die, in denen er eine Volksfigur zu gestalten Gelegenheit hat. Schünzel ist zwar in erster Linie auf „Falotten“ und gewissenlose Burschen geeicht, aber auch wenn er solch charakterlosen Charaktere zu verkörpern hat, gelingt ihm das bestens, so die Rolle einem Berufstypus entspricht: einem Kellner, einem Kommis, einem Friseur … (…) „Sündenbabel“ ist überdies der Film des modernen Berlin. Kulturhistorisches Dokument einer interessanten Epoche.“